# نهاش كولورادو
نهاش كولورادو (الاسم العلمي: Lutjanus colorado) (بالإنجليزية: Colorado snapper)‏ هو نوع من الأسماك يتبع جنس النهاش من الفصيلة النهاشية.